# برج الحوت
برج الحوت؛ هو آخر برج من الأبراج السماوية الإثنى عشر في دائرة البروج ، أي قوس من دائرة مسار الشمس . يظهر هذا البرج حاليا في الجهة الجنوبية للسماء. تمر الشمس من برج الحوت من 19 فبراير إلى 20 مارس وتكون الشمس في هذا البرج عند أواخر الشتاء. في الماضي البعید کانت كوكبة الحوت في موقع هذا البرج ولهذا سمي بالحوت والیوم کوکبة فلکیة الدلو فیها نتيجة لتقدم محور الأرض.